# Carine Quadros
Carine Quadros é uma atriz brasileira.

## Atuação na Televisão
Séries
- 2004 - Vila Maluca…Gigi[1]

Novelas
- 2003 - Jamais Te Esquecerei…Hilda[2]

## Atuação no cinema
- 2004 - Garotos da Cidade
- 2002 - Divergências
- 2001 - Focus
- 2000 - A Vida de Glauber Rocha
- 1999 - O Homem Invisível
- 1999 - Boneca de Papel

## Atuação no teatro
- 2005 - Cristo Proclamado[3]
- 2004 - O Que Leva Bofetadas[4]
- 2004 - On The Road
- 2004 - Querelas de Um boteco
- 2004 - Curta Comédia
- 2004 - Quintal da Minha Casa[5]
- 2004 - Caos Leminski[2]
- 2003 - O Começo de Tudo
- 2001 - Eros e Psique[2]
- 2001 - Mirna
- 2001 - Atrizes de Ouro[2]
- 2001 - Mundo Mágico dos Livros[2]
- 2001 - Todo Mundo Amplia a Paranóia Que Cria
- 2001 - Viagem ao Centro da Terra[2]
- 2000 - Gêmeas
- 2000 - Valsa nº 6
- 2000 - Yerma
- 1999 - Casa de Bonecas[2]